# Leptostylus dealbatus
Leptostylus dealbatus là một loài bọ cánh cứng trong họ Cerambycidae.